# Noşratābād (ort i Hamadan, lat 34,66, long 47,96)
Noşratābād (persiska: نُصرَتابادِ لَكلَك, نصرت آباد, Noşratābād-e Laklak) är en ort i Iran.   Den ligger i provinsen Hamadan, i den nordvästra delen av landet, 300 km väster om huvudstaden Teheran. Noşratābād ligger 1 519 meter över havet och antalet invånare är 372.
Terrängen runt Noşratābād är kuperad västerut, men österut är den platt.Runt Noşratābād är det ganska tätbefolkat, med 83 invånare per kvadratkilometer. Närmaste större samhälle är Kangāvar, 17,8 km söder om Noşratābād. Trakten runt Noşratābād består till största delen av jordbruksmark.